# Bến Lức (xã)
Bến Lức là một xã thuộc tỉnh Tây Ninh, Việt Nam.

## Địa lý
Xã Bến Lức có vị trí địa lý:
- Phía đông giáp xã Mỹ Yên.
- Phía tây giáp xã Bình Đức.
- Phía nam giáp xã Long Cang.
- Phía bắc giáp xã Lương Hòa.

96 đơn vị hành chính cấp xã của tỉnh Tây Ninh năm 2025

Xã Bến Lức có diện tích tự nhiên là 48,75 km², quy mô dân số là 56.900 người.

## Lịch sử
Dưới thời Pháp thuộc, địa bàn thị trấn Bến Lức hiện nay thuộc làng Long Phú thuộc tổng Long Hưng Hạ, quận Trung Quận (còn được gọi là quận Gò Đen), tỉnh Chợ Lớn.
Sau năm 1956, các làng được gọi là xã. Vào năm 1957, chính quyền Việt Nam Cộng hòa giải thể tỉnh Chợ Lớn và sáp nhập phần lớn quận Gò Đen cũ (gồm ba tổng Long Hưng Thượng, Long Hưng Trung và Tân Phong Hạ) vào tỉnh Gia Định, riêng tổng Long Hưng Hạ được sáp nhập vào quận Bến Lức mới thành lập thuộc tỉnh Long An, xã Long Phú thuộc quận Bến Lức.
Sau năm 1975, Long Phú là một xã thuộc huyện Bến Lức.
Ngày 11 tháng 3 năm 1977, huyện Bến Lức sáp nhập với huyện Thủ Thừa thành huyện Bến Thủ, xã Long Phú thuộc huyện Bến Thủ.
Ngày 24 tháng 3 năm 1979, Hội đồng Chính phủ ban hành Quyết định 128-CP. Theo đó:
- Thành lập thị trấn Bến Lức trên cơ sở tách các ấp Vàm, Chợ, xóm Cống và Thuận Đạo thuộc xã Long Phú
- Thành lập xã Thanh Phú trên cơ sở sáp nhập một phần diện tích, dân số của xã Tân Thanh (thuộc địa giới xã Thanh Hà cũ) với phần diện tích, dân số còn lại của xã Long Phú.

Ngày 14 tháng 1 năm 1983, huyện Bến Lức được tái lập, thị trấn Bến Lức trở thành huyện lỵ huyện Bến Lức.
Ngày 29 tháng 3 năm 2010, Bộ Xây dựng ban hành Quyết định số 376/QĐ-BXD công nhận thị trấn Bến Lức là đô thị loại IV.
Ngày 18 tháng 7 năm 2019, HĐND tỉnh Long An ban hành Nghị quyết số 49/NQ-HĐND về việc về việc đổi tên khu phố Voi Lá thành khu phố 10.
Thị trấn Bến Lức có 10 khu phố: 1, 2, 3, 4, 5, 6, 7, 8, 9, 10.
Trong đợt cải cách hành chính Việt Nam năm 2025, theo Nghị quyết số 1682/NQ–UBTVQH15 thị trấn Bến Lức cùng các xã An Thạnh, Thanh Phú thuộc huyện Bến Lức, tỉnh Long An sẽ được sáp nhập và thành lập xã Bến Lức, tỉnh Tây Ninh.

## Hành chính
Thị trấn Bến Lức được chia thành 10 khu phố: 1, 2, 3, 4, 5, 6, 7, 8, 9, 10.